# Tobias Czaschel
Tobias Czaschel, auch Tobias Tschaschelius, (* ca. 1621 in Lauban, Oberlausitz; † 25. Dezember 1681 in Wien) war ein schlesisch-österreichischer Arzt, Leibmedicus, Dekan der Medizinischen Fakultät in Wien und Mitglied der Gelehrtenakademie „Leopoldina“.

## Leben
Czaschel studierte Medizin in Wien. 1639/40 erwarb er zunächst das Baccalaureat, am 15. Januar 1642 wurde er zum Doktor der Medizin promoviert. Czaschel wurde im Jahr 1656 Viertelarzt in der Wiener Neustadt. 1661/62 wurde er erstmals Dekan der medizinischen Fakultät in Wien. Am 20. Dezember 1668 wurde er kaiserlicher Leibmedicus Leopolds I. Er erhielt die freigewordene Stelle von Christian Rechberger, der seinerseits im Oktober 1668 auf die durch den Tod des ersten Leibmedicus Rumoldus van der Borcht (ca. 1624–1668) freigewordene Stelle des Protomedicus aufrückte. Czaschel setzte sich seit 1675 beim Kaiser für die Academiea naturae curosorum („Leopoldina“) ein und veröffentlichte in deren „Ephemeriden“ Beiträge. Er korrespondierte mit dem Leopoldina-Mitglied Philipp Jacob Sachs von Lewenhaimb (1627–1672).
Am 4. März 1679 wurde Tobias Czaschel unter der Matrikel-Nr. 83 mit dem akademischen Beinamen Aeskulapius I. als Mitglied in die Leopoldina aufgenommen.
1672/73 bekleidete er erneut das Amt des Dekans der Medizinischen Fakultät in Wien. Er verstarb in Wien und wurde „mit ziemlichem Pomp“ zu Grabe getragen. Sein Nachfolger als kaiserlicher Leibmedicus wurde Friedrich Ferdinand Illmer de Wartenberg.
Czaschel war in erster Ehe mit Anna Barbara, geb. Budterigin, verheiratet, die im Jahr 1667 verstarb. Seine zweite Ehefrau war Maria Elisabeth, geb. Hallerin, die er am 27. August 1667 heiratete. Sie verstarb im Jahr 1685. Aus dieser Ehe ging eine Tochter hervor, die 1686 den kaiserlichen Kämmerer Hans Jakob Freiherrn von Kriechbaum ehelichte.

## Veröffentlichungen
- 1668 Beiträge in Johann Zwelfers (1618–1668) Pharmacopoeia Regia und Discursus apologeticus, Wien.
- Johann Daniel Major, Tobias Czaschel, Heinrich Volgnad: De Inventis a Se Thermis Artificialibus Succinatis ad praecipuos quosdam duos in Sacro Ro. Imperio Medicos, epistola praeliminaris; Kiliae Holsatorum, Reumann 1680 (14 Bl.).
- Ephemeriden I 3 (Leopoldina)